# Jorge Rodríguez (calciatore)
Jorge Rodríguez (...) è un ex calciatore messicano di ruolo attaccante.

## Carriera
Soprannominato "Tepo", giocò nell'Oro guidato dal magiaro Árpád Fekete, con cui vinse la Primera División 1962-1963 L'Oro si aggiudicò anche la Campeón de Campeones 1963, battendo per 3-1 i rivali cittadini del Guadalajara, vincitori della coppa, segnando anche una rete. 
La vittoria del campionato diede la possibilità a Rodríguez ed ai suoi di partecipare alla CONCACAF Champions' Cup 1963, da cui l'Oro fu estromesso al primo turno dai dilettanti statunitensi del New York Hungaria.
Dal 1968 al 1972 è in forza al Pachuca, con cui ottenne il quinto posto nel gruppo per il titolo nella stagione 1970 ed evitò la retrocessione mentre la stagione seguente evitò la retrocessione battendo nei play-out il Toluca.

## Palmarès
- Campionato messicano: 1

Oro: 1962-1963
- Campeón de Campeones: 1

Oro: 1963